# Association Sportive de Monaco Football Club 2018-2019
Questa voce raccoglie le informazioni riguardanti l'Association Sportive de Monaco Football Club nelle competizioni ufficiali della stagione 2018-2019.

## Maglie e sponsor
| Casa | Trasferta |

## Organigramma societario
Area direttiva
- Presidente: Dmitrij Rybolovlev
- Vicepresidente/Direttore generale: Vadim Vasilyev
- Direttore generale aggiunto: Nicolas Holveck
- Direttore generale amministrazione e finanze: Bruno Skropeta
- Direttore generale attività commerciali: Juli Ferre Nadal
- Presidente dell'associazione: Michel Aubery

Area organizzativa
- Segretario generale: Filips Dhondt
- Direttore dell'organizzazione e della sicurezza: Antoine Vion

Area marketing
- Responsabile marketing: Julien Crevelier

Area tecnica
- Direttore sportivo: Michael Emenalo
- Direttore centro di formazione: Manuel Pires
- Allenatore: Leonardo Jardim
- Allenatori in seconda: Franck Passi, João Tralhão
- Collaboratore tecnico: Patrick Kwame Ampadu
- Preparatore atletico: Carlo Spignoli
- Preparatore dei portieri: André Amitrano

Area sanitaria
- Medico sociale: Philippe Kuentz
- Fisioterapisti: Hervé Grolleau, Yannick Guillaumet

## Rosa
| N. |                           | Ruolo | Calciatore                |
| -- | ------------------------- | ----- | ------------------------- |
| 1  | Croazia (bandiera)        | P     | Danijel Subašić           |
| 2  | Francia (bandiera)        | D     | Fodé Ballo-Touré          |
| 3  | Italia (bandiera)         | D     | Antonio Barreca           |
| 4  | Costa d'Avorio (bandiera) | C     | Jean-Eudes Aholou         |
| 5  | Brasile (bandiera)        | D     | Jemerson                  |
| 7  | Brasile (bandiera)        | C     | Rony Lopes                |
| 8  | Belgio (bandiera)         | C     | Youri Tielemans           |
| 9  | Colombia (bandiera)       | A     | Radamel Falcao (capitano) |
| 10 | Montenegro (bandiera)     | A     | Stevan Jovetić            |
| 11 | Mali (bandiera)           | C     | Adama Traorè              |
| 11 | Brasile (bandiera)        | A     | Carlos Vinícius           |
| 12 | Francia (bandiera)        | C     | William Vainqueur         |
| 13 | Francia (bandiera)        | A     | Willem Geubbels           |
| 14 | Senegal (bandiera)        | A     | Keita                     |
| 14 | Francia (bandiera)        | C     | Georges-Kévin N'Koudou    |
| 15 | Francia (bandiera)        | C     | Youssef Aït Bennasser     |
| 15 | Portogallo (bandiera)     | C     | Adrien Silva              |
| 15 | Spagna (bandiera)         | C     | Robert Navarro            |
| 16 | Svizzera (bandiera)       | P     | Diego Benaglio            |
| 17 | Russia (bandiera)         | C     | Aleksandr Golovin         |
| 18 | Francia (bandiera)        | D     | Ronaël Pierre-Gabriel     |
| 19 | Francia (bandiera)        | D     | Djibril Sidibé            |
| 20 | Belgio (bandiera)         | C     | Nacer Chadli              |
| 21 | Francia (bandiera)        | D     | Julien Serrano            |

| N. |                        | Ruolo | Calciatore        |
| -- | ---------------------- | ----- | ----------------- |
| 22 | Spagna (bandiera)      | A     | Jordi Mboula      |
| 23 | Italia (bandiera)      | A     | Pietro Pellegri   |
| 24 | Italia (bandiera)      | D     | Andrea Raggi      |
| 25 | Polonia (bandiera)     | D     | Kamil Glik        |
| 27 | Brasile (bandiera)     | D     | Naldo             |
| 28 | Portogallo (bandiera)  | C     | Pelé              |
| 29 | Francia (bandiera)     | A     | Samuel Grandsir   |
| 29 | Portogallo (bandiera)  | C     | Gelson Martins    |
| 30 | Senegal (bandiera)     | P     | Seydou Sy         |
| 31 | Francia (bandiera)     | C     | Romain Faivre     |
| 32 | Francia (bandiera)     | D     | Benoît Badiashile |
| 33 | Inghilterra (bandiera) | D     | Jonathan Panzo    |
| 34 | Francia (bandiera)     | A     | Moussa Sylla      |
| 35 | Francia (bandiera)     | C     | Kévin N'Doram     |
| 36 | Francia (bandiera)     | C     | Sofiane Diop      |
| 37 | Francia (bandiera)     | A     | Wilson Isidor     |
| 38 | Mali (bandiera)        | D     | Almamy Touré      |
| 39 | Germania (bandiera)    | D     | Benjamin Henrichs |
| 40 | Francia (bandiera)     | P     | Loïc Badiashile   |
| 41 | Francia (bandiera)     | A     | Gobe Gouano       |
| 42 | Francia (bandiera)     | C     | Han-Noah Massengo |
| 44 | Spagna (bandiera)      | C     | Cesc Fàbregas     |
| 45 | Francia (bandiera)     | D     | Khéphren Thuram   |
| 46 | Francia (bandiera)     | D     | Giulian Biancone  |

## Calciomercato

### Sessione estiva(dal 09/06 al 31/08)
| Acquisti         | Acquisti              | Acquisti          | Acquisti                  |
| R.               | Nome                  | da                | Modalità                  |
| ---------------- | --------------------- | ----------------- | ------------------------- |
| D                | Antonio Barreca       | Torino            | definitivo (12 milioni €) |
| D                | Elderson              | Cercle Bruges     | fine prestito             |
| D                | Benjamin Henrichs     | Bayer Leverkusen  | definitivo (20 milioni €) |
| D                | Terence Kongolo       | Huddersfield Town | fine prestito             |
| D                | Jonathan Panzo        | Chelsea           | definitivo (3 milioni €)  |
| D                | Ronaël Pierre-Gabriel | Saint-Étienne     | definitivo (6 milioni €)  |
| C                | Jean-Eudes Aholou     | Strasburgo        | definitivo (14 milioni €) |
| C                | Youssef Aït Bennasser | Caen              | fine prestito             |
| C                | Nacer Chadli          | West Bromwich     | definitivo (12 milioni €) |
| C                | Gil Dias              | Fiorentina        | fine prestito             |
| C                | Sofiane Diop          |                   | svincolato                |
| C                | Aleksandr Golovin     | CSKA Mosca        | definitivo (30 milioni €) |
| C                | Soualiho Meïté        | Bordeaux          | fine prestito             |
| C                | Jonathan Mexique      | Tours             | fine prestito             |
| C                | Pelé                  | Rio Ave           | definitivo (10 milioni €) |
| A                | Willem Geubbels       | Olympique Lione   | definitivo (20 milioni €) |
| A                | Samuel Grandsir       | Troyes            | definitivo (3 milioni €)  |
| A                | Lacina Traoré         | Amiens            | fine prestito             |
| Altre operazioni |                       |                   |                           |
| R.               | Nome                  | da                | Modalità                  |
| D                | Dinis Almeida         | Braga             | fine prestito             |
| D                | David Čolina          | Dinamo Zagabria   | definitivo                |
| D                | Jordy Gaspar          | Cercle Bruges     | fine prestito             |
| D                | Pierre-Daniel Nguinda | Quevilly-Rouen    | fine prestito             |
| D                | Tiago Ribeiro         | Dragon Force      | definitivo                |
| D                | Rúben Vinagre         | Wolverhampton     | fine prestito             |
| C                | Salam Jiddou          | Guidars FC        | definitivo                |
| C                | Eliot Matazo          | Anderlecht        | definitivo                |
| C                | Tristan Muyumba       | Cercle Bruges     | fine prestito             |
| C                | Robert Navarro        |                   | svincolato                |
| A                | Éric Ayiah            | Charity Stars     | definitivo                |
| A                | Nicolò Cudrig         |                   | svincolato                |
| A                | Wilson Isidor         |                   | svincolato                |

| Cessioni         | Cessioni              | Cessioni            | Cessioni                            |
| R.               | Nome                  | a                   | Modalità                            |
| ---------------- | --------------------- | ------------------- | ----------------------------------- |
| D                | Elderson              |                     | svincolato                          |
| D                | Jorge                 | Porto               | prestito                            |
| D                | Terence Kongolo       | Huddersfield Town   | definitivo (20 milioni €)           |
| C                | Gabriel Boschilia     | Nantes              | prestito                            |
| C                | Ibrahima Diallo       | Brest               | prestito                            |
| C                | Gil Dias              | Nottingham Forest   | prestito                            |
| C                | Fabinho               | Liverpool           | definitivo (50 milioni €)           |
| C                | Rachid Ghezzal        | Leicester City      | definitivo (14 milioni €)           |
| C                | Thomas Lemar          | Atlético Madrid     | definitivo (70 milioni €)           |
| C                | Soualiho Meïté        | Torino              | definitivo (10 milioni €)           |
| C                | Jonathan Mexique      | SO Cholet           | prestito                            |
| C                | João Moutinho         | Wolverhampton       | definitivo (5,6 milioni €)          |
| A                | Adrien Bongiovanni    | Cercle Bruges       | prestito                            |
| A                | Adama Diakhaby        | Huddersfield Town   | definitivo (10 milioni €)           |
| A                | Keita                 | Inter               | prestito                            |
| A                | Kylian Mbappé         | Paris Saint-Germain | riscatto cartellino (135 milioni €) |
| A                | Lacina Traoré         |                     | svincolato                          |
| Altre operazioni |                       |                     |                                     |
| R.               | Nome                  | a                   | Modalità                            |
| P                | Álvaro Fernández      | Extremadura UD      | prestito                            |
| P                | Emmanuel Mifsud       |                     | svincolato                          |
| P                | Florent Rizzolo       | Châteauroux         | definitivo                          |
| D                | Dinis Almeida         | Xanthī              | prestito                            |
| D                | Mehdi Beneddine       | Quevilly-Rouen      | definitivo                          |
| D                | Raphaël Diarra        |                     | svincolato                          |
| D                | Yoann Etienne         | Cercle Bruges       | prestito                            |
| D                | Safwan Mbaé           |                     | svincolato                          |
| D                | Pierre-Daniel Nguinda | Cercle Bruges       | prestito                            |
| D                | Dylan Ouedraogo       |                     | svincolato                          |
| D                | Abdoulkader Thiam     | Orléans             | definitivo                          |
| D                | Rúben Vinagre         | Wolverhampton       | definitivo                          |
| C                | Kévin Appin           | Cercle Bruges       | prestito                            |
| C                | Paul-Baptiste Behe    |                     | svincolato                          |
| C                | Jonathan Correia      |                     | svincolato                          |
| C                | Franck Irie           | Cercle Bruges       | definitivo                          |
| C                | Christian Koffi       |                     | svincolato                          |
| A                | Nabil Alioui          | Cercle Bruges       | prestito                            |
| A                | Aymen Assou           | Olympique Marsiglia | definitivo                          |
| A                | Irvin Cardona         | Cercle Bruges       | rinnovo prestito                    |
| A                | Ilyes Chaïbi          | MC Alger            | definitivo                          |
| A                | Nicolò Cudrig         | Cercle Bruges       | prestito                            |
| A                | Théo Epailly          |                     | svincolato                          |
| A                | Quentin Ngakoutou     |                     | svincolato                          |
| A                | Paulin Puel           |                     | svincolato                          |

### Sessione invernale(dal 01/01 al 31/01)
| Acquisti         | Acquisti               | Acquisti          | Acquisti                  |
| R.               | Nome                   | da                | Modalità                  |
| ---------------- | ---------------------- | ----------------- | ------------------------- |
| D                | Fodé Ballo-Touré       | Lilla             | definitivo (11 milioni €) |
| D                | Naldo                  | Schalke 04        | definitivo (2 milioni €)  |
| C                | Gil Dias               | Nottingham Forest | fine prestito             |
| C                | Cesc Fàbregas          |                   | svincolato                |
| C                | Gelson Martins         | Atlético Madrid   | prestito                  |
| C                | Georges-Kévin N'Koudou | Tottenham         | prestito                  |
| C                | Adrien Silva           | Leicester City    | prestito                  |
| C                | William Vainqueur      | Antalyaspor       | prestito                  |
| A                | Carlos Vinícius        | Napoli            | prestito                  |
| Altre operazioni |                        |                   |                           |
| R.               | Nome                   | da                | Modalità                  |
| A                | Lyle Foster            | Orlando Pirates   | definitivo                |

| Cessioni         | Cessioni              | Cessioni              | Cessioni   |
| R.               | Nome                  | a                     | Modalità   |
| ---------------- | --------------------- | --------------------- | ---------- |
| P                | Loïc Badiashile       | Rennes                | prestito   |
| D                | Antonio Barreca       | Newcastle Utd         | prestito   |
| D                | Adama Traorè          | Cercle Bruges         | prestito   |
| D                | Almamy Touré          | Eintracht Francoforte | definitivo |
| C                | Youssef Aït Bennasser | Saint-Étienne         | prestito   |
| C                | Gil Dias              | Olympiacos            | prestito   |
| C                | Samuel Grandsir       | Strasburgo            | prestito   |
| C                | Pelé                  | Nottingham Forest     | prestito   |
| C                | Youri Tielemans       | Leicester City        | prestito   |
| Altre operazioni |                       |                       |            |
| R.               | Nome                  | a                     | Modalità   |
| D                | Leroy Abanda          | Milan                 | definitivo |

## Risultati

### Ligue 1

#### Girone d'andata
| Arbitro: | Brisard |

|            |           |                                       |
| Sala 90+2’ | Marcatori | 69’ Rony Lopes 80’ Jovetić 83’ Falcao |

| Fontvieille 18 agosto 2018, ore 20:00 CEST 2ª giornata | Monaco  | 0 – 0 referto | Lilla | Stade Louis II (11.140 spett.)\| Arbitro: \| Leonard \| |
| Arbitro:                                               | Leonard |               |       |                                                         |

| Arbitro: | Turpin |

|                          |           |              |
| Kamano 48’ (rig.), 90+2’ | Marcatori | 63’ Pellegri |

| Arbitro: | Millot |

|                          |           |                                           |
| Tielemans 48’ Falcao 53’ | Marcatori | 45+1’ Mītroglou 74’ Thauvin 90+1’ Germain |

| Arbitro: | Buquet |

|                |           |               |
| Leya Iseka 80’ | Marcatori | 57’ Tielemans |

| Arbitro: | Delerue |

|            |           |              |
| Falcao 19’ | Marcatori | 27’ Briançon |

| Arbitro: | Delajod |

|  |           |             |
|  | Marcatori | 27’ Bahoken |

| Arbitro: | Brisard |

|                 |           |  |
| Khazri 41’, 54’ | Marcatori |  |

| Arbitro: | Thual |

|            |           |                           |
| Falcao 49’ | Marcatori | 14’ Da Silva 77’ Ben Arfa |

| Arbitro: | Rainville |

|                           |           |                        |
| Thomasson 17’ Mothiba 84’ | Marcatori | 90+1’ (rig.) Tielemans |

| Arbitro: | Miguelgorry |

|                       |           |                        |
| Henrichs 30’ Glik 78’ | Marcatori | 34’ Alphonse 57’ Abeid |

| Arbitro: | Ben El Hadj |

|            |           |  |
| Cafaro 24’ | Marcatori |  |

| Arbitro: | Buquet |

|  |           |                                       |
|  | Marcatori | 4’, 11’, 53’ Cavani 64’ (rig.) Neymar |

| Arbitro: | Leonard |

|  |           |            |
|  | Marcatori | 55’ Falcao |

| Arbitro: | Thual |

|               |           |                          |
| Tielemans 42’ | Marcatori | 81’ Laborde 86’ Škuletić |

| Arbitro: | Brisard |

|  |           |                                 |
|  | Marcatori | 43’ (rig.), 90+7’ (rig.) Falcao |

| Arbitro: | Bastien |

|                   |           |                   |
| B. Badiashile 50’ | Marcatori | 30’ Saint-Maximin |

| Arbitro: | Turpin |

|                              |           |  |
| Aouar 6’ Fekir 34’ Mendy 59’ | Marcatori |  |

| Arbitro: | Schneider |

|  |           |                     |
|  | Marcatori | 68’ Thuram 75’ Roux |

#### Girone di ritorno
| Arbitro: | Lesage |

|           |           |               |
| Lopez 13’ | Marcatori | 38’ Tielemans |

| Arbitro: | Letexier |

|            |           |                                                         |
| Falcao 22’ | Marcatori | 12’, 68’ Ajorque 17’ Thomasson 63’ Sissoko 90+4’ Fofana |

| Arbitro: | Wattellier |

|                    |           |  |
| Kwon 24’ Sliti 69’ | Marcatori |  |

| Arbitro: | Lesage |

|                          |           |             |
| Golovin 14’ Fàbregas 62’ | Marcatori | 20’ Jullien |

| Arbitro: | Schneider |

|                                 |           |                        |
| Laborde 66’ Delort 90+1’ (rig.) | Marcatori | 15’ Martins 82’ Falcao |

| Arbitro: | Thual |

|             |           |  |
| Martins 13’ | Marcatori |  |

| Arbitro: | Millot |

|                            |           |  |
| Martins 18’ Rony Lopes 27’ | Marcatori |  |

| Arbitro: | Gautier |

|               |           |                        |
| Tait 22’, 45’ | Marcatori | 49’, 80’ (rig.) Falcao |

| Arbitro: | Letexier |

|            |           |                   |
| Falcao 48’ | Marcatori | 65’ (rig.) Briand |

| Arbitro: | Ben El Hadj |

|  |           |              |
|  | Marcatori | 90’ Vinícius |

| Arbitro: | Buquet |

|  |           |              |
|  | Marcatori | 23’ Crivelli |

| Arbitro: | Bastien |

|               |           |               |
| Eboa Eboa 23’ | Marcatori | 90+3’ Jovetić |

| Fontvieille 13 aprile 2019, ore 20:00 CEST 32ª giornata | Monaco  | 0 – 0 referto | Stade Reims | Stade Louis II (7.094 spett.)\| Arbitro: \| Delajod \| |
| Arbitro:                                                | Delajod |               |             |                                                        |

| Arbitro: | Turpin |

|                      |           |             |
| Mbappé 15’, 38’, 56’ | Marcatori | 80’ Golovin |

| Arbitro: | Watellier |

|              |           |                 |
| Hunou 3’, 9’ | Marcatori | 69’, 75’ Falcao |

| Arbitro: | Millot |

|                            |           |                                               |
| Martins 18’ Vinícius 90+2’ | Marcatori | 59’ (aut.) Ballo-Touré 71’ Cabella 80’ Nordin |

| Arbitro: | Stinat |

|           |           |  |
| Ripart 9’ | Marcatori |  |

| Arbitro: | Turpin |

|                        |           |  |
| Falcao 26’ Golovin 82’ | Marcatori |  |

| Arbitro: | Buquet |

|                                           |           |  |
| Badiashile 36’ (aut.) Le Bihan 67’ (rig.) | Marcatori |  |

### Coppa di Francia

#### Fase a eliminazione diretta
| Arbitro: | Ben El Hadj |

|  |           |          |
|  | Marcatori | 2’ Sylla |

| Arbitro: | Gautier |

|            |           |                              |
| Falcao 39’ | Marcatori | 32’ Hein 62’ Gakpa 74’ Niane |

### Coupe de la Ligue

#### Fase a eliminazione diretta
| Arbitro: | Millot |

|              |           |  |
| Biancone 70’ | Marcatori |  |

| Arbitro: | Delerue |

|                                                                                            |                      |                                                                                   |
| Rony Lopes 55’                                                                             | Marcatori            | 30’ Bourigeaud                                                                    |
| Pelé Tielemans Aït Bennasser Isidor Glik Naldo Diop Rony Lopes Serrano Henrichs Badiashile | Tiri di rigore 8 – 7 | Niang Grenier Ben Arfa André Zeffane Da Silva Sarr Bourigeaud Mexer Traoré Koubek |

| Arbitro: | Brisard |

|                                                  |                      |                                                         |
| Mendy 46’ Thuram 55’                             | Marcatori            | 18’ Rony Lopes 24’ Golovin                              |
| Rodelin Roux Eboa Eboa Rebocho Thuram Phiri Coco | Tiri di rigore 5 – 4 | Fàbregas Ballo-Touré Jemerson Henrichs Glik Sidibé Diop |

### Champions League

#### Fase a gironi
| Arbitro: | Collum |

|              |           |                               |
| Grandsir 18’ | Marcatori | 31’ Diego Costa 45+1’ Giménez |

| Arbitro: | Kul'bakoŭ |

|                                         |           |  |
| Bruun Larsen 51’ Alcácer 72’ Reus 90+2’ | Marcatori |  |

| Arbitro: | Oliver |

|            |           |           |
| Wesley 39’ | Marcatori | 32’ Sylla |

| Arbitro: | Dias |

|  |           |                                               |
|  | Marcatori | 12’, 17’ (rig.) Vanaken 24’ Wesley 88’ Vormer |

| Arbitro: | Gestranius |

|                       |           |  |
| Koke 2’ Griezmann 24’ | Marcatori |  |

| Arbitro: | Pawson |

|  |           |                    |
|  | Marcatori | 15’, 88’ Guerreiro |

### Trophée des champions
| Arbitro: | Buquet |

|                                         |           |  |
| Di María 32’, 90+2’ Nkunku 39’ Weah 67’ | Marcatori |  |

## Statistiche

### Statistiche di squadra
| Competizione          | Punti | In casa | In casa | In casa | In casa | In casa | In casa | In trasferta | In trasferta | In trasferta | In trasferta | In trasferta | In trasferta | Totale | Totale | Totale | Totale | Totale | Totale | DR  |
| Competizione          | Punti | G       | V       | N       | P       | Gf      | Gs      | G            | V            | N            | P            | Gf           | Gs           | G      | V      | N      | P      | Gf     | Gs     | DR  |
| --------------------- | ----- | ------- | ------- | ------- | ------- | ------- | ------- | ------------ | ------------ | ------------ | ------------ | ------------ | ------------ | ------ | ------ | ------ | ------ | ------ | ------ | --- |
| Ligue 1               | 36    | 19      | 4       | 6       | 9       | 19      | 29      | 19           | 4            | 6            | 9            | 19           | 28           | 38     | 8      | 12     | 18     | 38     | 57     | -19 |
| Coppa di Francia      | -     | -       | -       | -       | -       | -       | -       | 1            | 1            | 0            | 0            | 1            | 0            | 1      | 1      | 0      | 0      | 1      | 0      | +1  |
| Coupe de la Ligue     | -     | 2       | 1       | 1       | 0       | 2       | 1       | 1            | 0            | 1            | 0            | 2            | 2            | 3      | 1      | 2      | 0      | 4      | 3      | +1  |
| Champions League      | -     | 3       | 0       | 0       | 3       | 1       | 8       | 3            | 0            | 1            | 2            | 1            | 6            | 6      | 0      | 1      | 5      | 2      | 14     | -12 |
| Trophée des champions | -     | -       | -       | -       | -       | -       | -       | -            | -            | -            | -            | -            | -            | 1      | 0      | 0      | 1      | 0      | 4      | -4  |
| Totale                | -     | 24      | 5       | 7       | 12      | 22      | 38      | 23           | 6            | 8            | 10           | 24           | 33           | 51     | 10     | 15     | 24     | 45     | 78     | -33 |

### Andamento in campionato
| Giornata  | 1 | 2 | 3  | 4  | 5  | 6  | 7  | 8  | 9  | 10 | 11 | 12 | 13 | 14 | 15 | 16 | 17 | 18 | 19 | 20 | 21 | 22 | 23 | 24 | 25 | 26 | 27 | 28 | 29 | 30 | 31 | 32 | 33 | 34 | 35 | 36 | 37 | 38 |
| --------- | - | - | -- | -- | -- | -- | -- | -- | -- | -- | -- | -- | -- | -- | -- | -- | -- | -- | -- | -- | -- | -- | -- | -- | -- | -- | -- | -- | -- | -- | -- | -- | -- | -- | -- | -- | -- | -- |
| Luogo     | T | C | T  | C  | T  | C  | C  | T  | C  | T  | C  | T  | C  | T  | C  | T  | C  | T  | C  | T  | C  | T  | C  | T  | C  | C  | T  | C  | T  | C  | T  | C  | T  | T  | C  | T  | C  | T  |
| Risultato | V | N | P  | P  | N  | N  | P  | P  | P  | P  | N  | P  | P  | V  | P  | V  | P  | P  | P  | N  | P  | P  | V  | N  | V  | V  | N  | N  | V  | P  | N  | N  | P  | N  | P  | P  | V  | P  |
| Posizione | 3 | 5 | 10 | 13 | 15 | 16 | 18 | 18 | 18 | 19 | 19 | 19 | 19 | 19 | 19 | 18 | 20 | 19 | 19 | 19 | 19 | 19 | 18 | 18 | 16 | 16 | 16 | 17 | 16 | 16 | 16 | 17 | 16 | 16 | 17 | 17 | 16 | 17 |

Fonte:  Classements, su lfp.fr, LFP.
Legenda:

Luogo: C = Casa; T = Trasferta. Risultato: V = Vittoria; N = Pareggio; P = Sconfitta.

### Statistiche dei giocatori
| Giocatore         | Ligue 1  | Ligue 1 | Ligue 1     | Ligue 1    | Coppa di Francia Coupe de la Ligue | Coppa di Francia Coupe de la Ligue | Coppa di Francia Coupe de la Ligue | Coppa di Francia Coupe de la Ligue | Champions League | Champions League | Champions League | Champions League | Trophée des Champions | Trophée des Champions | Trophée des Champions | Trophée des Champions | Totale   | Totale | Totale      | Totale     |
| Giocatore         | Presenze | Reti    | Ammonizioni | Espulsioni | Presenze                           | Reti                               | Ammonizioni                        | Espulsioni                         | Presenze         | Reti             | Ammonizioni      | Espulsioni       | Presenze              | Reti                  | Ammonizioni           | Espulsioni            | Presenze | Reti   | Ammonizioni | Espulsioni |
| ----------------- | -------- | ------- | ----------- | ---------- | ---------------------------------- | ---------------------------------- | ---------------------------------- | ---------------------------------- | ---------------- | ---------------- | ---------------- | ---------------- | --------------------- | --------------------- | --------------------- | --------------------- | -------- | ------ | ----------- | ---------- |
| J. Aholou         | 17       | 0       | 2           | 0          | -                                  | -                                  | -                                  | -                                  | 3                | 0                | 0                | 0                | 1                     | 0                     | 1                     | 0                     | 21       | 0      | 3           | 0          |
| Y. Aït Bennasser  | 13       | 0       | 2           | 0          | 0+2                                | 0                                  | 0                                  | 0                                  | 3                | 0                | 0                | 0                | -                     | -                     | -                     | -                     | 18       | 0      | 2           | 0          |
| B. Badiashile     | 20       | 1       | 4           | 0          | 1+3                                | 0                                  | 0                                  | 0                                  | 2                | 0                | 0                | 0                | -                     | -                     | -                     | -                     | 26       | 1      | 4           | 0          |
| L. Badiashile     | -        | -       | -           | -          | 1+2                                | -0                                 | 0                                  | 0                                  | 1                | -2               | 0                | 0                | -                     | -                     | -                     | -                     | 4        | -2     | 0           | 0          |
| F. Ballo-Touré    | 18       | 0       | 4           | 0          | 1+1                                | 0                                  | 0+1                                | 0                                  | -                | -                | -                | -                | -                     | -                     | -                     | -                     | 20       | 0      | 5           | 0          |
| A. Barreca        | 6        | 0       | 0           | 0          | 1+0                                | 0                                  | 1+0                                | 0                                  | 1                | 0                | 1                | 0                | 0                     | 0                     | 0                     | 0                     | 8        | 0      | 2           | 0          |
| D. Benaglio       | 23       | -38     | 2           | 0          | -                                  | -                                  | -                                  | -                                  | 5                | -10              | 0                | 0                | 1                     | -4                    | 0                     | 0                     | 29       | -52    | 2           | 0          |
| G. Biancone       | 1        | 0       | 0           | 0          | 1+1                                | 0+1                                | 1+0                                | 0                                  | 2                | 0                | 1                | 0                | -                     | -                     | -                     | -                     | 5        | 1      | 2           | 0          |
| N. Chadli         | 17       | 0       | 1           | 0          | 0+1                                | 0                                  | 0                                  | 0                                  | 5                | 0                | 0                | 0                | -                     | -                     | -                     | -                     | 23       | 0      | 1           | 0          |
| S. Diop           | 13       | 0       | 1           | 0          | 1+3                                | 0                                  | 0                                  | 0                                  | 4                | 0                | 1                | 0                | 1                     | 0                     | 0                     | 0                     | 22       | 0      | 2           | 0          |
| C. Fàbregas       | 13       | 1       | 2           | 0          | 1+1                                | 0                                  | 0                                  | 0                                  | -                | -                | -                | -                | -                     | -                     | -                     | -                     | 15       | 1      | 2           | 0          |
| R. Faivre         | 1        | 0       | 1           | 0          | 1+2                                | 0                                  | 0                                  | 0                                  | -                | -                | -                | -                | -                     | -                     | -                     | -                     | 4        | 0      | 1           | 0          |
| R. Falcao         | 33       | 15      | 10          | 0          | 1+0                                | 1+0                                | 0                                  | 0                                  | 5                | 0                | 2                | 0                | -                     | -                     | -                     | -                     | 39       | 16     | 12          | 0          |
| W. Geubbels       | 1        | 0       | 0           | 0          | 0+1                                | 0                                  | 0                                  | 0                                  | -                | -                | -                | -                | -                     | -                     | -                     | -                     | 2        | 0      | 0           | 0          |
| K. Glik           | 33       | 1       | 10          | 0          | 1+2                                | 0                                  | 0                                  | 0                                  | 5                | 0                | 0                | 0                | 1                     | 0                     | 0                     | 0                     | 42       | 1      | 10          | 0          |
| A. Golovin        | 30       | 3       | 7           | 1          | 1+1                                | 0+1                                | 0                                  | 0                                  | 3                | 0                | 0                | 0                | -                     | -                     | -                     | -                     | 35       | 4      | 7           | 1          |
| G. Gouano         | -        | -       | -           | -          | -                                  | -                                  | -                                  | -                                  | 1                | 0                | 0                | 0                | -                     | -                     | -                     | -                     | 1        | 0      | 0           | 0          |
| S. Grandsir       | 12       | 0       | 1           | 1          | 1+1                                | 0                                  | 0+1                                | 0                                  | 3                | 1                | 0                | 0                | 1                     | 0                     | 0                     | 0                     | 18       | 1      | 2           | 1          |
| B. Henrichs       | 22       | 1       | 3           | 0          | 1+2                                | 0                                  | 0                                  | 0                                  | 4                | 0                | 0                | 0                | -                     | -                     | -                     | -                     | 29       | 1      | 3           | 0          |
| W. Isidor         | 1        | 0       | 0           | 0          | 1+1                                | 0                                  | 0                                  | 0                                  | -                | -                | -                | -                | -                     | -                     | -                     | -                     | 3        | 0      | 0           | 0          |
| Jemerson          | 25       | 0       | 9           | 0          | 2+2                                | 0                                  | 0                                  | 0                                  | 5                | 0                | 1                | 0                | 1                     | 0                     | 0                     | 0                     | 35       | 0      | 10          | 0          |
| S. Jovetić        | 8        | 2       | 0           | 0          | -                                  | -                                  | -                                  | -                                  | 1                | 0                | 0                | 0                | 1                     | 0                     | 0                     | 0                     | 10       | 2      | 0           | 0          |
| Keita             | -        | -       | -           | -          | -                                  | -                                  | -                                  | -                                  | -                | -                | -                | -                | 1                     | 0                     | 0                     | 0                     | 1        | 0      | 0           | 0          |
| G. Martins        | 16       | 4       | 1           | 0          | 0+1                                | 0                                  | 0                                  | 0                                  | -                | -                | -                | -                | -                     | -                     | -                     | -                     | 17       | 4      | 1           | 0          |
| H. Massengo       | 3        | 0       | 0           | 0          | 0+1                                | 0                                  | 0                                  | 0                                  | 3                | 0                | 0                | 0                | -                     | -                     | -                     | -                     | 7        | 0      | 0           | 0          |
| J. Mboula         | 7        | 0       | 1           | 0          | -                                  | -                                  | -                                  | -                                  | 1                | 0                | 0                | 0                | 1                     | 0                     | 0                     | 0                     | 9        | 0      | 1           | 0          |
| Naldo             | 7        | 0       | 0           | 2          | 1+1                                | 0                                  | 0                                  | 0                                  | -                | -                | -                | -                | -                     | -                     | -                     | -                     | 9        | 0      | 0           | 2          |
| R. Navarro        | -        | -       | -           | -          | 1+0                                | 0                                  | 0                                  | 0                                  | -                | -                | -                | -                | -                     | -                     | -                     | -                     | 1        | 0      | 0           | 0          |
| K. N'Doram        | 4        | 0       | 2           | 0          | -                                  | -                                  | -                                  | -                                  | 1                | 0                | 0                | 0                | 0                     | 0                     | 0                     | 0                     | 5        | 0      | 2           | 0          |
| G. N'Koudou       | 3        | 0       | 0           | 0          | -                                  | -                                  | -                                  | -                                  | -                | -                | -                | -                | -                     | -                     | -                     | -                     | 3        | 0      | 0           | 0          |
| J. Panzo          | -        | -       | -           | -          | 0+1                                | 0                                  | 0+1                                | 0                                  | -                | -                | -                | -                | -                     | -                     | -                     | -                     | 1        | 0      | 1           | 0          |
| Pelé              | 8        | 0       | 2           | 1          | 1+1                                | 0                                  | 0                                  | 0                                  | -                | -                | -                | -                | 1                     | 0                     | 0                     | 0                     | 11       | 0      | 2           | 1          |
| P. Pellegri       | 3        | 1       | 1           | 0          | -                                  | -                                  | -                                  | -                                  | -                | -                | -                | -                | -                     | -                     | -                     | -                     | 3        | 1      | 1           | 0          |
| R. Pierre-Gabriel | 4        | 0       | 1           | 0          | -                                  | -                                  | -                                  | -                                  | -                | -                | -                | -                | 0                     | 0                     | 0                     | 0                     | 4        | 0      | 1           | 0          |
| A. Raggi          | 6        | 0       | 1           | 1          | -                                  | -                                  | -                                  | -                                  | 4                | 0                | 1                | 0                | 1                     | 0                     | 1                     | 0                     | 11       | 0      | 3           | 1          |
| Rony Lopes        | 24       | 2       | 1           | 0          | 2+2                                | 0+2                                | 0+1                                | 0                                  | -                | -                | -                | -                | 1                     | 0                     | 0                     | 0                     | 29       | 4      | 2           | 0          |
| J. Serrano        | 3        | 0       | 1           | 0          | 1+1                                | 0                                  | 1+1                                | 0                                  | 1                | 0                | 0                | 0                | 1                     | 0                     | 0                     | 0                     | 7        | 0      | 3           | 0          |
| D. Sidibé         | 26       | 0       | 5           | 0          | 1+1                                | 0                                  | 0                                  | 0                                  | 4                | 0                | 3                | 0                | -                     | -                     | -                     | -                     | 32       | 0      | 8           | 0          |
| A. Silva          | 16       | 0       | 6           | 0          | -                                  | -                                  | -                                  | -                                  | -                | -                | -                | -                | -                     | -                     | -                     | -                     | 16       | 0      | 6           | 0          |
| D. Subašić        | 14       | -12     | 1           | 0          | 1+1                                | -5                                 | 0                                  | 0                                  | 1                | -3               | 0                | 0                | -                     | -                     | -                     | -                     | 17       | -20    | 1           | 0          |
| S. Sy             | 3        | -7      | 0           | 0          | 0                                  | -0                                 | 0                                  | 0                                  | -                | -                | -                | -                | 0                     | -0                    | 0                     | 0                     | 3        | -7     | 0           | 0          |
| M. Sylla          | 17       | 0       | 1           | 0          | 2+1                                | 1+0                                | 0                                  | 0                                  | 6                | 1                | 0                | 0                | -                     | -                     | -                     | -                     | 26       | 2      | 1           | 0          |
| Y. Tielemans      | 20       | 5       | 5           | 0          | 1+2                                | 0                                  | 0+1                                | 0                                  | 6                | 0                | 2                | 0                | 1                     | 0                     | 0                     | 0                     | 30       | 5      | 8           | 0          |
| K. Thuram-Ulien   | -        | -       | -           | -          | 0+1                                | 0                                  | 0                                  | 0                                  | 2                | 0                | 0                | 0                | -                     | -                     | -                     | -                     | 3        | 0      | 0           | 0          |
| A. Touré          | 4        | 0       | 0           | 0          | -                                  | -                                  | -                                  | -                                  | 1                | 0                | 0                | 0                | -                     | -                     | -                     | -                     | 5        | 0      | 0           | 0          |
| A. Traoré         | 6        | 0       | 0           | 0          | -                                  | -                                  | -                                  | -                                  | 1                | 0                | 1                | 0                | -                     | -                     | -                     | -                     | 7        | 0      | 1           | 0          |
| W. Vainqueur      | 3        | 0       | 0           | 0          | 0+1                                | 0                                  | 0                                  | 0+1                                | -                | -                | -                | -                | -                     | -                     | -                     | -                     | 4        | 0      | 0           | 1          |
| C. Vinícius       | 16       | 2       | 3           | 0          | -                                  | -                                  | -                                  | -                                  | -                | -                | -                | -                | -                     | -                     | -                     | -                     | 16       | 2      | 3           | 0          |